# Cmentarz rzymskokatolicki w Lipinach Górnych
Cmentarz rzymskokatolicki w Lipinach Górnych – nekropolia rzymskokatolicka w Lipinach Górnych, utworzona na potrzeby miejscowej ludności katolickiej w 1919 r., użytkowana do dzisiaj.

## Historia i opis
Cmentarz założono w 1919 r. na potrzeby świeżo erygowanej parafii katolickiej. Najstarsze zachowane nagrobki pochodzą z 1920 r. Cmentarz jest użytkowany do dzisiejszego dnia.
Na początku lat 90. na jego terenie jeszcze stało kilka betonowo-ceglanych nagrobków sprzed 1945 r. Są to przede wszystkim stelle z krzyżami, ale też pomniki przypominające trumnę,  baldachimy i ediculę.
Cmentarz porasta 21 sosen, 20 dębów, 14 brzóz, lipa, wiąz, topola, klon i jesion.